# George Brayton
Pour les articles homonymes, voir Brayton.
George Brayton (né le 3 octobre 1830 dans le Rhode Island, aux États-Unis et mort le 17 décembre 1892 à Kingsbury, dans le Middlesex) est un mécanicien américain de Boston. Il est connu pour être l'inventeur d'un processus continu de combustion d'un gaz, basé sur le principe d'une turbine à gaz, dont le principe est expliqué grâce au cycle de Brayton.

## Jeunesse
George Brayton est le fils du contremaître d'une filature, William H. Brayton et de Minerva Bailey-Brayton. Son père s'était déjà signalé à ses employeurs pour son ingéniosité dans la réparation des métiers à tisser. George Brayton fréquenta d'abord l'école communale de Pond Factory et manifesta lui-même très jeune un talent pour les arts mécaniques : vers 1853, il effectuait divers essais sur la machine à vapeur de la ferme qu'avait achetée son père à Warwick (Rhode Island). Diplômé du séminaire de Scituate (Rhode Island), il fut d'abord employé comme machiniste dans les ateliers de Tom Hill à Providence puis chez Corliss. Ses premières inventions sont un fusil à chargement par la culasse, et une riveteuse pour la fabrication de chaudières et réservoirs.

## Machine à vapeur et générateurs
Vers 1848, il s'intéressa aux générateurs de vapeur, et fit breveter un générateur à compartiments, qui fut mis en service par Exeter Machine Works pour leur production en série de machines à vapeur dans leurs usines d'Exeter (New Hampshire) et de Boston. George Brayton installa son laboratoire d'essais à Exeter. Selon son frère Frank, il aurait dès 1856 équipé une automobile à vapeur à quatre roues avec un de ses propres moteurs, capable de rouler dans les rues d'East Greenwich,.

## LeReady Motorde Brayton

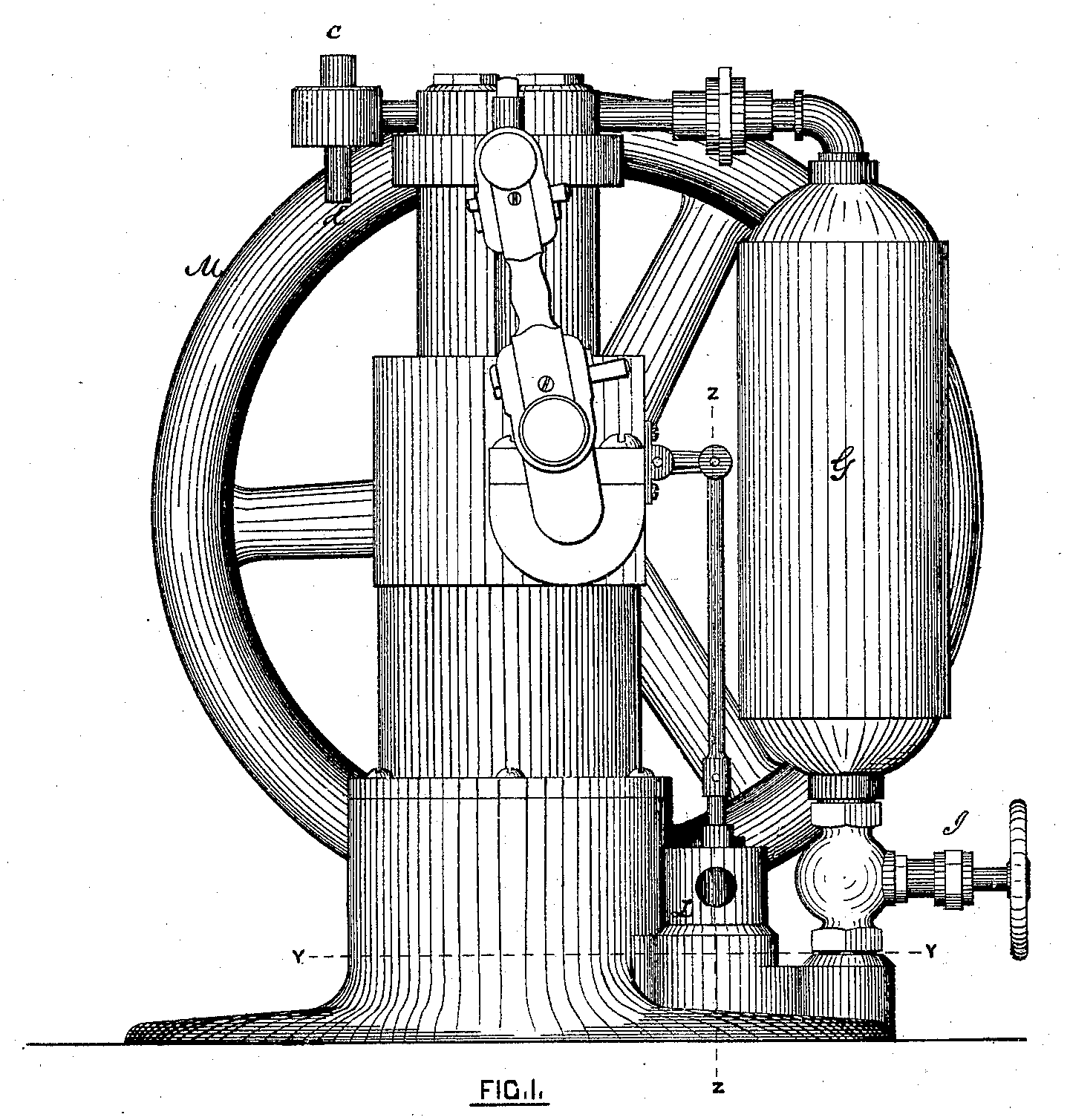
Planche n°1 du brevet US 125166

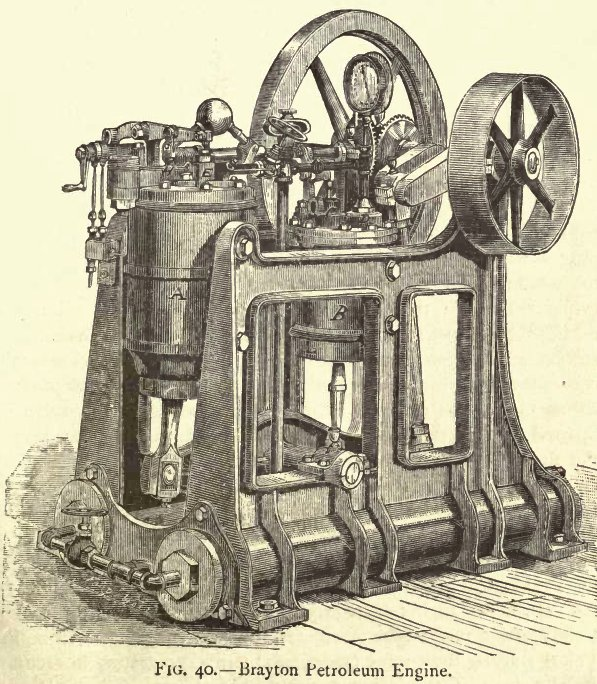
Lithographie d'un moteur Brayton

Outre ses brevets de machine à vapeur, Brayton s'intéressait aussi aux moteurs atmosphériques : c'est ainsi qu'il développa le Brayton ready motor, où un carburant pulvérisé est injecté dans un cylindre, où il se consume au contact des parois brûlantes de la chambre. Contrairement au moteur Otto, il n'y a donc pas d'explosion. Ce moteur Brayton, qui n'était conçu qu'à usage de génératrice, est un moteur à deux temps, alimenté en principe par hydrocarbure liquide. Il se passe de circuit d'allumage et de carburateur, mais chaque cylindre primaire nécessite un cylindre auxiliaire (« compresseur ») équipé d'une pompe à air,. Brayton déposa le 2 avril 1872 un brevet pour cette invention,. Il en breveta une version à essence le 2 juin 1874 ; mais très vite on s'aperçut que son rendement était bien inférieur à celui du moteur Otto, et l'invention ne parvint pas à s'imposer. Il s'agit néanmoins, avec le  moteur Lenoir, de la première version commerciale d'un moteur à essence, et un maillon technologique important vers la turbine à gaz.
Brayton exposa son moteur en 1876 lors de la Centennial Exhibition de Philadelphie.

## Essais sur route
La ville de Providence (Rhode Island) fit l'épreuve de ses premières chaussées pavées avec un véhicule à moteur Brayton et en 1878, la ville de Pittsburgh mit en service un omnibus équipé de ce moteur. Brayton assembla le véhicule avec les mécaniciens George et James Fawcett (père et fils), et confia la réalisation de la carrosserie au chaudronnier George Fritz. Il était propulsé, l'arbre des roues arrière étant entraîné par une chaîne et un pignon réducteur, un embrayage à engrenages hélicoïdaux et à galets. Le moteur était fonctionnel, mais bien trop peu puissant pour une voiture aussi massive, et manquait de reprise. Au cours de l'été 1879, la ville de Pittsburgh décida d'interrompre l'expérience. Dans une lettre au chaudronnier Fritz, le mécanicien, Fawcett Jr., reconnut l'échec complet de la tentative.

## Du procès Brayton au brevet de Selden

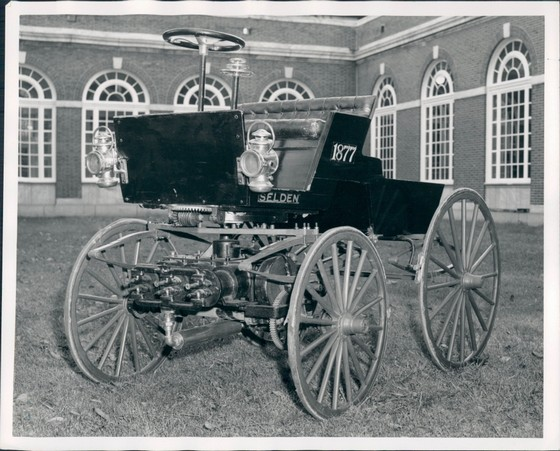
Reconstitution de la voiture Selden (1877–1878 resp. 1905).

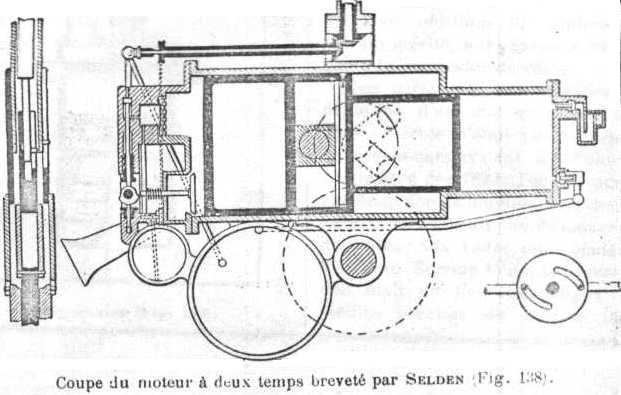
Version améliorée par Selden du moteur Brayton.

C'est une version améliorée du Brayton ready motor équipa la voiture automobile Selden (Selden Road engine) de George Baldwin Selden (1877) ; mais ce n'est qu'au prix d'une multitude d'adaptations que le brevet en fut déposé à la fin 1895 : à l'issue du procès opposant Brayton à Selden, le juge estima que Brayton n'avait jamais produit de moteur léger et fonctionnel à la fois et qu'en particulier, l’omnibus de Pittsburgh n'avait revêtu qu'un caractère expérimental. La lettre de James Fawcett reconnaissant l'échec complet de l'affaire de Pittsburgh fut d'ailleurs évoquée au cours des débats. La jurisprudence Brayton domina pendant quelques années le marché de l'automobile aux États-Unis, sans d'ailleurs se traduire par une production en série d'automobiles.

## Remarques
1. ↑  On n'en trouve malheureusement rien d'autre qu'une mince allusion dans une interview de Frank Brayton pour le Providence Magazine.
2. ↑  « I am very sorry to say that the car did not run, the engine not being able to move it. You ask me to explain what I mean by failure. I mean that Mr. B's plan to run the car with that 'hobby' of his, 'fluid circulation,' was a total failure, notwithstanding his contradiction; we, at his advice abandoned it and applied chains, but the engine would not move the car with them, would not even slip the wheels on wet ground, but would come to a standstill, so we concluded to give it up. I would like you to get me some information in regard to the experiment he made in Prov. some years ago, how much the engine did, how he succeeded in keeping it cool, and what grade he went up, and, in fact, everything connected with it, if it would not be too much trouble for you. I, goose that I was, put every faith in what the B's and their friends said and did not even enquire from outside parties. I remain, Your friend Jim. » Citée dans J. Harold Byers, The Selden Case, cf. infra.